# Espectro de la energía
Un espectro de energía es la distribución de energía en un largo ensamblaje de partículas. Es una representación estadística de la onda de energía como función de la frecuencia de la onda de frecuencia, y un estimado empírico de la función espectral. Para cualquier valor de energía, esta determina cuantas de las partículas tienen cierta cantidad de energía.
- Datos: Q5840122